# Edward Tuckerman

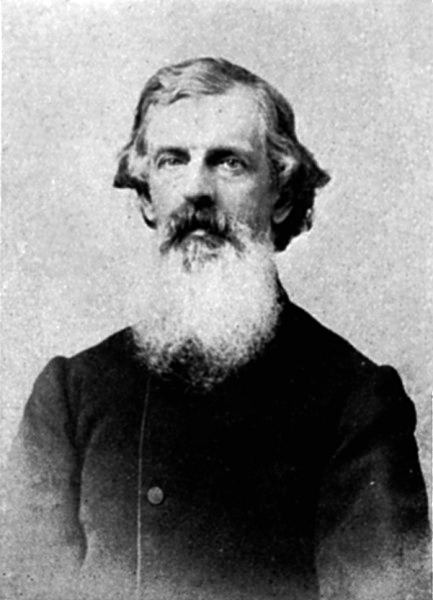
Edward Tuckerman

Edward Tuckerman (geboren am 7. Dezember 1817 in Boston; gestorben am 15. März 1886 in Amherst, Massachusetts) war ein amerikanischer Botaniker und Flechtenkundler. Sein offizielles botanisches Autorenkürzel lautet „Tuck.“

## Leben
Er wurde 1817 als Sohn des Bostoner Kaufmanns Edward Tuckerman und seiner Frau Sophie (May) Tuckerman geboren. Er besuchte zunächst die Boston Latin School, dann das Union College in Schenectady (B. A. 1837). Anschließend studierte er Recht an der Harvard Law School (LL. B. 1839). Auch nach seinem Abschluss blieb er in Cambridge und besuchte unter anderem Kurse an der Harvard Divinity School. 1841–42 unternahm er eine Bildungsreise nach Deutschland und Schweden. Nach seiner Rückkehr studierte er wiederum am Union College (M. A. 1844), danach wiederum in Harvard (A. B. 1847), und schrieb sich anschließend wiederum an der Harvard Divinity School ein, die er jedoch schließlich ohne Abschluss verließ. 1845 wurde er in die American Academy of Arts and Sciences gewählt. 1849 wurde er zum Mitglied der Deutschen Akademie der Naturforscher Leopoldina gewählt.
1854 heiratete er in Boston Sarah Eliza Sigourney Cushing und zog mit ihr schließlich nach Amherst, wo er bis zu seinem Tod lebte. Ab 1854 gab er am Amherst College Geschichtsvorlesungen und war dort zwischenzeitlich ordentlicher Professor für östliche Geschichte. Sein besonderes Interesse galt jedoch der Botanik, und von 1858 bis zu seinem Tod hatte er den Lehrstuhl in diesem Fach inne. 1868 wurde er in die National Academy of Sciences aufgenommen.
Sein Hauptverdienst ist die Erforschung der Flechten Nordamerikas. Seine Feldforschungen betrieb er in Neuengland, meist an den Hängen des Mount Washington, wo nach seinem Tode ein Gebirgstal, das Tuckerman Ravine, nach ihm benannt wurde. Er machte sich zudem die fortschreitende Erschließung des amerikanischen Westens durch den Ausbau des Eisenbahnnetzes zunutze, indem er sich Herbarbelege auch aus entlegenen Landesteilen zukommen ließ.

## Ehrungen
Nach Tuckerman ist die Pflanzengattung Tuckermania Klotzsch aus der Familie der Heidekrautgewächse (Ericaceae) und die Flechtengattungen Tuckermannopsis Gyeln. und Tuckneraria Randlane &  A.Thell benannt.

### Publikationen (Auswahl)
- An Enumeration of North American Lichenes. John Owen, Cambridge, Mass. 1845.
- A Synopsis of the Lichenes of New England, the Other Northern States, and British America. George Nichols, Cambridge, Mass. 1848.
- Genera lichenum: An Arrangement of the North American Lichens. Edwin Nelson, Amherst, Mass. 1872.
- A Catalogue of Plants Growing without Cultivation within Thirty Miles of Amherst College. Edwin Nelson, Amherst, Mass. 1875.
- A Synopsis of the North American Lichens. Zwei Bände:
  - Part I., Comprising the Parmeliacei, Cladoniei, and Cœnogoniei. S. E. Cassino, Boston 1882.
  - Part II., Comprising the Lecideacei, and (in Part), the Graphidacei. E. Anthony & Sons, New Bedford, Mass. 1888.
- William Louis Culberson (Hrsg.): Collected Lichenological Papers. Stechert-Hafner Service Agency, Weinheim, New York 1964.

### Sekundärliteratur
- W. G. Farlow: Memoir of Edward Tuckerman. 1817–1886 (PDF; 621 kB). In: Biographical Memoirs, Band III. National Academy of Sciences, Washington 1895. S. 16–28.
- Asa Gray: Edward Tuckerman. In: Proceedings of the American Academy of Arts and Sciences 21, 1885–86. S. 539–47.